# 남광시 전투
남광시 전투는 계남회전(桂南會戰)이라고도 하며 오늘날의 광시 좡족 자치구 남부에서 벌어진 전투이다. 1939년 11월, 일본군은 당시는 광시성이 아니었던 광시 해안지대(친롄)에 상륙하였고 당시의 광시-광둥 경계를 넘어 난닝시까지 함락시켰다. 이에 따라 중국군은 인도차이나, 버마 로드와 더 험프만으로밖에 보급을 받을 수 밖에 없게 되었다.
일본 제국의 프랑스령 인도차이나 침공 이후 일본군은 이곳을 이용해 보급을 차단할 필요성이 낮아져 철수하였다.
당시 광시성은 해안지대를 관할하지 않았으며, 이 지역은 중화인민공화국 성립 이후 광시좡족자치구에 편입되었다.